# Β-Karbolina
β-Karbolina, norharman – organiczny związek chemiczny, tricykliczny alkaloid zbudowany ze skondensowanych pierścieni pirolu, benzenu i pirydyny (pirydynowa pochodna indolu).

## Farmakologia
Alkaloidy β-karbolinowe szeroko występują w wielu organizmach roślinnych i zwierzęcych. Zwykle pełnią rolę inhibitorów monoaminooksydazy (MAOI). Substancje czynne w Banisteriopsis caapi – harmalina, harmina i tetrahydroharmina są głównymi składnikami enteogenicznego napoju ayahuasca. Pinolina naturalnie występuje w ludzkim ciele. Razem z melatoniną reguluje fazy snu.

## Występowanie w naturze
Znane są 64 pochodne β-karboliny i występują w przynajmniej ośmiu rodzinach roślin. Ruta stepowa zawiera 2–6% β-karbolin, głównie harmalinę i podobnie jak Banisteriopsis caapi stanowi składnik napoju ayahuasca.

## Pochodne β-karboliny
| Pochodna          | Wiązanie 1,2 | Wiązanie 3,4 | R1   | R6    | R7    | Struktura |
| ----------------- | ------------ | ------------ | ---- | ----- | ----- | --------- |
| β-Karbolina       | podwójne     | podwójne     | H    | H     | H     |           |
| Tryptolina        | pojedyncze   | pojedyncze   | H    | H     | H     |           |
| Pinolina          | pojedyncze   | pojedyncze   | H    | OCH 3 | H     |           |
| Harman            | podwójne     | podwójne     | CH 3 | H     | H     |           |
| Harmina           | podwójne     | podwójne     | CH 3 | H     | OCH 3 |           |
| Harmalina         | podwójne     | pojedyncze   | CH 3 | H     | OCH 3 |           |
| Tetrahydroharmina | pojedyncze   | pojedyncze   | CH 3 | H     | OCH 3 |           |